# 小行星11341
小行星11341（11341 Babbage）是一颗绕太阳运转的小行星，为主小行星带小行星。该小行星于1996年12月3日发现。

## 轨道参数
小行星11341的轨道半长轴为2.3811730 UA，离心率为0.058。